# Mischocyttarus napoensis
Mischocyttarus napoensis är en getingart som beskrevs av Richards 1978. Mischocyttarus napoensis ingår i släktet Mischocyttarus och familjen getingar. Inga underarter finns listade i Catalogue of Life.